# Feedback (Rush)
| Recensione | Giudizio |
| ---------- | -------- |
| AllMusic   |          |

Feedback è un EP del gruppo hard rock canadese Rush, pubblicato il 29 giugno 2004 e comprendente otto cover. 
Registrato e mixato presso i Phase One Studios di Toronto nel periodo marzo/maggio 2004, l'album segna il trentesimo anniversario della pubblicazione dell'album di debutto del gruppo (l'omonimo Rush del 1974). Poco prima della pubblicazione del disco i Rush intrapresero un tour chiamato R30: 30th Anniversary Tour, in cui per la prima volta fu organizzata anche una data in Italia. Dall'album sono stati estratti esclusivamente singoli promozionali.

## Descrizione
Feedback è composto, come indicato nelle note interne di copertina, da cover di brani che i componenti del gruppo suonavano nelle rispettive band sul finire degli anni sessanta, prima ancora di chiamarsi "Rush", ed include pezzi degli Who, Blue Cheer, Yardbirds, Buffalo Springfield, Cream, Love. Con la sola eccezione del singolo di debutto del gruppo (Not Fade Away pubblicato nel 1973 con John Rutsey ancora in formazione) questo rappresenta l'unico caso nel quale i Rush hanno interpretato brani non propri ma di altri autori.
Il disco, dopo trenta anni di attività, vuole rendere omaggio agli artisti che hanno attratto i Rush verso il mondo della musica. Per la registrazione del materiale fu scelto un approccio molto diretto e semplice, con sovraincisioni e ritocchi da studio ridotti al minimo.
Le recensioni elogiano la buona capacità dei Rush di dimostrarsi anche una garage band, accompagnato dal virtuosismo e fantasia caratteristici del gruppo; la realizzazione di Feedback viene vista come un modo sorprendente e di basso profilo per celebrare il trentennale di attività. Un album che contiene tracce sorprendenti, classici del rock, rivisti e mutati in ottime versioni. Questo disco diventa l'occasione per sentire i Rush in maniera nuova, libera e selvaggia; ascoltarli diventa una vera celebrazione, soprattutto considerando che si tratta di un gruppo con 30 anni di carriera sulle spalle.

## Tracce
1. Summertime Blues – 3:52 (Jerry Capehart/Eddie Cochran) – adattamento dalle versioni di Eddie Cochran, Blue Cheer e The Who
2. Heart Full of Soul – 2:52 (Graham Gouldman) – adattamento dalla versione di The Yardbirds
3. For What It's Worth – 3:30 (Stephen Stills) – adattamento dalla versione di Buffalo Springfield
4. The Seeker – 3:27 (Pete Townshend) – adattamento dalla versione di The Who
5. Mr. Soul – 3:51 (Neil Young) – adattamento dalla versione di Buffalo Springfield
6. 7 and 7 Is – 2:53 (Arthur Lee) – adattamento dalla versione di Love
7. Shapes of Things – 3:16 (Chris Dreja/Jim McCarty/Keith Relf/Paul Samwell-Smith) – adattamento dalle versioni di The Yardbirds e TheJeff Beck Group
8. Crossroads – 3:27 (Robert Johnson) – adattamento dalle versioni di Robert Johnson e Cream

## Formazione
- Geddy Lee - basso, voce
- Alex Lifeson - chitarra elettrica ed acustica, mandola
- Neil Peart - batteria, percussioni

## Classifiche
| Classifica (2004) | Posizione massima |
| ----------------- | ----------------- |
| Stati Uniti       | 19                |

## Principali edizioni e formati
Feedback è stato pubblicato in varie edizioni e formati; queste le principali:
- 2004, Anthem Records (solo Canada), formato: CD
- 2004, Atlantic Records, formato: CD, LP
- 2016, Atlantic Records, formato: LP (vinile 200 g.), rimasterizzato
- 2013, Atlantic Records, all'interno del cofanetto The Studio Albums 1989-2007, formato: CD, rimasterizzato